# Laila Adèle (musikalbum)
Laila Adèle är sångerskan Laila Adèles debutalbum från 2001. Det gavs ut på skivbolaget BMG.

## Låtlista
1. Allt har sitt pris feat. Pee Wee (Saska, Laila Adéle, Andreas Nordström, Adam Freiholtz, Robert Bjurstedt)
2. Känslor (Roberto Martorell, Andreas Nordström)
3. Ställer krav (Saska, Laila Adéle, Petter)
4. Glitter (Can Canatan, A.-K. Lasfirare, Andreas Nordström)
5. Ingenmansland (Roberto Martorell, Andreas Nordström, Robert Bjurstedt)
6. Din tid feat. Megaton (Patrik Collén, Peter Webb, Laila Adéle, Petter, Adam Freiholtz)
7. Mitt hjärta (Saska, Laila Adéle, Andreas Nordström, Robert Bjurstedt)
8. Ensam (Mattew, Laila Adéle)
9. Familjen (Cerno Jah, Robert Bjurstedt)
10. Vägen är lång feat. Ayo (Mattew, Laila Adéle, Andreas Nordström, Ayo)
11. Gillar det här (Cerno. Jah, Petter)
12. Soulgudinnan (Roberto Martorell, Robert Bjurstedt, Laila Adéle)